# 안녕! 괴발개발
《안녕! 괴발개발》(원제 : 괴발개발) 은 KBS에서 방송하는 코믹 애니메이션이다. 작가 두순이 2014년 12월 7일부터 네이버 만화 베스트 도전란을 거쳐 스핀에이에서 연재하고 있는 웹툰 〈괴발개발〉을 원작으로 하였다. 이 작품은 반려동물의 눈으로 바라본 요절복통 일상. 스스로를 집 주인이라고 생각하는 두순이네 집에 사는 2마리 강아지 와 3마리 고양이. 버려지거나 길을 잃은, 한 때 유기견과 유기묘였던 5마리 귀여운 동물들이 ‘집사 두순’과 함께 생활하며 겪는 희로애락을 그린다. 시즌 1은 2016년 6월 5일부터 8월 28일까지 방영했고, 시즌 2는 2018년 1월 6일부터 5월 17일까지 방영했다.

## 방영 시간

### 시즌 1
| 방영 채널 | 방영 날짜                 | 방영 요일   | 방영 시간             |
| --------- | ------------------------- | ----------- | --------------------- |
| KBS 2TV   | 2016년 6월 5일 ~ 8월 28일 | 매주 금요일 | 오후 18시 30분 ~ 19시 |

### 시즌 2
| 방영 채널 | 방영 날짜                 | 방영 요일   | 방영 시간                  |
| --------- | ------------------------- | ----------- | -------------------------- |
| KBS 1TV   | 2018년 1월 6일 ~ 5월 17일 | 매주 목요일 | 오후 14시 15분 ~ 14시 45분 |

## 등장인물

### 주역
- 쫑알이[2]

종 : 미니핀 믹스
천상천하 유아독존 까칠한  사람 같은 성격으로 개이지만 주인인 두순을 ‘집사’라고 부르며 하대한다. 두순이 지어준 쫑알이라는 이름이 싫어서 스스로를 엘리자베스 라고 칭한다.  순돌이를 좋아하고 있다.
"이 구역의 짱은 나야 나!"
- 순돌이

종 : 시추 믹스
귀공자 타입의 잘생긴 개로 두순과 같이 산책을 나가면 주위의 시선을 한 눈에 받는다. 매사 느긋하고 걱정이 없으며, 위기 상황에서도 침착하게 생각하고 행동한다. CCTV를 다룰 수 있을 만큼 머리도 좋다. 하지만 잠이 많아서 집에서는 항상 누워만 있다. 그리고 천둥 치는 날에 원래 주인과 헤어진 기억 때문에 천둥을 가장 무서워하지만 쫑알이를 좋아하고 있다.
- 랑이

종 : 코리안 숏헤어
귀엽고 애교 많은 말괄량이 공주님 타입의 고양이. 나이가 어려서인지 다른 친구들을 언니나 오빠로 부르며 특히 쫑알이는 ‘엘리자베스 언니’라고 하면서 곧잘 따른다. 두순이 몸을 만져주는 것을 좋아해서 자주 두순에게 만져달라고 달려든다.
"세상에서 랑이가 제일 귀엽징?"
- 아가

종 : 코리안 숏헤어
거칠고 카리스마가 넘치는 성격의 고양이. 시크한 척 하지만 실상 마음은 따뜻하다. 사고로 한쪽 눈을 잃어서 안대를 하고 다닌다(하필이면 궁예같다.). 바퀴벌레 잡는 것을 좋아하며 바깥 세상 경험이 많다. 쫑알이와 곧잘 다툰다.
- 유딩이

종 : 코리안 숏헤어
곰 같은 덩치를 가진 고양이. 몸무게가 워낙 무거워 두순도 쩔쩔맬 정도다(그래서 다이어트를 하려 했지만 실패..). 애교가 넘치고 푸근하고 긍정적인 성격이다. 생긴 것처럼 먹을 것을해 좋아해서 요리를 잘 못하는 두순이 해 주는 것이라도 무엇이든 잘 먹는다. 의외로 요리를 잘한다. 자기가 두순의 남편이라 생각해서 두순을 ‘여보’라고 부른다.
- 두순

직업: 웹툰 작가
이 작품의 주인공. 착하고 인정이 많아 유기동물들을 그냥 지나치지 못하는 깜찍이 집사이자 웹툰작가. 늘 마감에 쫓기고 경제적으로 풍족하지 못하게 살지만 같이 사는 다섯 마리의 나라들을 누구보다도 아끼고 사랑한다. 5마리나 있어 육아 스트레스에 휘말리기도 한다.
- 용이
- 김여사
- 킹조지

종: 시추

### 조역
두순의 엄마
5화에서 등장한 인물. 두순에게 이런저런 잔소리를 해준다.
두순의 고모
6화에서 등장한 인물. 부잣집으로, 컨트리볼들과 같이 살려고 했으나 괴발개발들의 비호감작전으로 결국 포기한다.
순돌이의 팬
1화랑 5화에서 등장한 동물.
새미
10화에서 등장한 동물. 순돌이를 좋아한다.
외계인
10화에서 등장한 괴생명체 (?). 건전지를 모으고 있다.
간호사
8화랑 10화에서 등장한 인물. 동물들을 사랑한다.
의사
11화랑 9화에서 등장한 인물.
앵무
12화에서 등장한 앵무새. 처음에 쫑알이한테 바보라고 놀렸지만 쫑알이가 자신을 도와준 이후로 쫑알이를 잘해준다.
로봇청소기
1화에서 나온 인물. 두순이 좋아하지만 마지막에 고장난다.
길고양이
9화에서 나온 나라. 두순의 사랑을 독차지 하고 있다.
새미 주인
10화에서 나온 인물. 일본 대제국과 이야기를 할 때, 새미도 순돌이처럼 공원에 산책가면 다른 나라들이 달려든다고... 새미와 순돌이가 갔이 살 거라고 했다. 두순네 집에 새미를 맡겼다.
나비
12화에서 나온 인물. 쫑알이, 랑이, 유딩이, 아가를 강시로 만들었다.
택배 기사
2화에서 나온 인물. 두순이네 집에 방석을 배달시켰다.

## 성우진
- 배정미(1기), 두순
- 안현서(2,3기), 두순
- 박신희, 쫑알
- 이지현, 랑이, 새미
- 조진숙, 유딩, 순돌
- 전태열(1기), 아가, 길고양이
- 김혜성(2,3기) 아가
- 이현 용이
- 황창영, 춘희
- 양정화, 두순의 엄마, 두순의 고모

## 제작진
- 제작총괄: 나현채, 강주연
- 감독: 이재한
- 프로듀서: 박경순
- 원작: 두순 작가 웹툰 (괴발개발)
- 제작 프로듀서: 조원구
- 해외마케팅: 유혜자
- 국내마케팅: 홍수진, 김민애, 김민주, 신경모, 곽희원, 유미현, 장보람, 송인용, 김태경, 곽동윤, 변은호
- 시나리오: 임선경, 김수연, 박일석, 정미진, 김아름, 최세린, 김보희, 박흥식, 차영아, 이현중, 한희(언급되지 않음)
- 스토리보드: 김대중, 임경원, 이기영, 이의국
- 캐릭터 디자인: 강승현, 고경진, 김이현, 심예슬, 백태현
- 배경 디자인: 강승현, 고경진, 주영삼
- 소품 디자인: 장보람, 고경진, 박진숙
- 키배경: 최성욱, 김경자
- 색채 설계: 이민아
- 작화연출: 전우석, 정동량, 홍간순
- 레이아웃: 최정국, 이재천, 정명섭, 유영균
- 원화 작감: 이재한
- 원화: 최정국, 이상현, 신상진, 박광숙
- 애니메이션: 기준용, 임영규, 김부용, 배완례, 임보라미, 조규석, 이진숙, 홍재성, 원동우, 박대경, 안혜영, 김주혜, 윤병락, 최윤희, 양해청, 강신웅, 지유나, 김은미, 김미영, 이하나, 김미연, 최영은, 권수민
- 제작협력: 픽셔너리 아트팩토리
- 배경: 노선희, 이은하, 이초이, 김은지, 최주희, 스튜디오 지음
- 촬영감독: 김재현
- 촬영팀: 임진욱, 유종수, 정명오, 이문섭, 이광희
- 편집: 김재현
- 녹음 연출: 나현채, 전은정
- 녹음 대본: 김지은
- 음악 감독: 김준엽
- 작곡 편곡: 김순영, 김준엽
- 녹음: SBA 서울애니메이션센터
- 사운드 디자인: 디 어윅스
- 출력: SBA 서울애니메이션센터
- 테크니컬 매니저: 함종민, 서수이, 이명훈
- 제작투자: ANIMAX(1기), NHC MEDIA(1,2,3기)
- 제작지원: 한국콘텐츠진흥원
- 종합편집 감독: 유운모
- 컴퓨터그래픽: 황은서
- OAP: 김희정, 이애지, 류제인
- 기획: KBS
- 제작: NHC MEDIA(1,2,3기)
- 제작: ANIMAX(1기)
- 저작권: NHC MEDIA All Rights Reserved.

## 방영 목록

### 1기
| 회차       | 제목                                          | 방송 일자       |
| ---------- | --------------------------------------------- | --------------- |
| 1화        | TV스타로봇청소기범인은 누구?                  | 2016년 6월 5일  |
| 2화        | 방석은 내꺼야다이아몬드를 찾아라집사가 아파요 | 2016년 6월 12일 |
| 3화        | 보물은 어디에유딩의 사랑우리집 요리왕         | 2016년 6월 19일 |
| 4화        | 파리 습격사건도전 사료모델천둥은 무서워!      | 2016년 6월 26일 |
| 5화        | 수상한 곰인형우리들의 빅마마휴가를 떠나요     | 2016년 7월 3일  |
| 6화        | 번개치는 날고모의 방문                        | 2016년 7월 10일 |
| 7화        | 참치캔을 지켜라슈퍼맨 유딩수중탐험            | 2016년 7월 17일 |
| 8화        | 게임중독다이어트아기 구출작전                 | 2016년 7월 24일 |
| 9화        | 한밤중의 불청객길고양이 이야기예방접종        | 2016년 7월 31일 |
| 10화       | 집으로너는 내 운명지구생활 보고서             | 2016년 8월 7일  |
| 11화       | 내 마음이 들리니너와 나의 연결고리유딩의 배탈 | 2016년 8월 11일 |
| 12화       | 앵무새와 쫑알늑대의 후예괴발개발 납량특집     | 2016년 8월 18일 |
| 최종화(13) | 순돌이의 비밀친구사랑에 빠진 두순벼룩시장     | 2016년 8월 25일 |

### 2기
| 회차       | 제목                                                      | 방송 일자       |
| ---------- | --------------------------------------------------------- | --------------- |
| 1화        | 우리 이사 왔어요!라이벌의 등장고약한 반상회               | 2018년 1월 18일 |
| 2화        | 앨리베이터에서 생긴일옆집 아저씨2살 용이 입니다           | 2018년 1월 25일 |
| 3화        | 운명꼬꼬는 내 꼬야굴욕의 윙윙이                           | 2018년 2월 1일  |
| 4화        | 용이의 반짝반짝 대모험축복의 땅을 찾아라서씨 세프 용이    | 2018년 2월 8일  |
| 5화        | 꼬꼬 수비대애견 카페의 밤DJ 유딩                          | 2018년 3월 8일  |
| 6화        | 잠 못드는 이유우리 같이 살게 해주세요두순의 자존심        | 2018년 3월 15일 |
| 7화        | 순돌이와 떠돌이집 읽은 개 콩이은밀하게 위대하게           | 2018년 3월 22일 |
| 8화        | 아가의 어느 특별한 하루아이를 찾습니다편식하면 나쁜 랑이  | 2018년 3월 29일 |
| 9화        | 어서와 두순네는 처음이지낭비의 제왕언니가 간다            | 2018년 4월 5일  |
| 10화       | 민박집 그 너구리그놈의 목소리악성댓글을 대체하는 자세     | 2018년 4월 12일 |
| 11화       | 두순의 소개팅수상한 남자친구랑이의 법칙                   | 2018년 4월 19일 |
| 12화       | 세차가 생겼어요은밀한 자세유딩의 꿈                       | 2018년 5월 10일 |
| 최종화(13) | 결혼기념일 대소동이상하고 아름다운 신기쁘다 빅마마 오셨네 | 2018년 5월 17일 |

## 주제가

### 오프닝
여는 곡 〈안녕! 괴발개발〉
작사/작곡/편곡 - DEE ART(디아트; 윤도현, 김신일, 허준, 최용원)
노래 - 김수정 (크리시)

### 엔딩
닫는 곡 〈우리는 좋은친구〉
작사/작곡/편곡 - DEE ART(디아트; 윤도현, 김신일, 허준, 최용원)
노래 - 안현영 & 김수정 (크리시)

## 관련 서적
대원키즈를 출판사로 하여 필름북을 발매했다.
현재 필름북을 애피소드 순서 상관없이 3권까지 발매했다.

### 1권
- 출간일 : 2016년 8월 20일
- 목차
  - 1화 TV스타
  - 2화 로봇 청소기
  - 3화 두순이가 아파요
  - 4화 범인은 누구?
  - 5화 다이아몬드를 찾아라!

### 2권
- 출간일 : 2016년 10월 20일
- 목차
  - 1화 파리습격사건
  - 2화 천둥은 무서워!
  - 3화 수상한 곰인형
  - 4화 우리들의 빅마마
  - 5화 휴가를 떠나요

### 3권
- 출간일 : 2017년 1월 20일
- 목차
  - 1화 수중탐험
  - 2화 한밤의 불청객
  - 3화 괴발개발 남량특집
  - 4화 벼룩시장에서
  - 5화 지구생활보고서

### 그 외
그 외에도 물감 색칠북, 스티커 미니북, 퍼즐, 물감 색칠 북 등의 많은 도서들을 발매했다.

## 원작 만화
웹툰작가 두순이 애니맥스 플러스에서 한 2016년초부터 2017년초까지 연재한 괴발개발이 있다. 현재 105화까지 연재하였다.

## 완구

### 인형
캐릭터 인형과 가방고리 인형이 있다. 현재 인터넷 쇼핑몰에서 파는 중이다.

### 빙어 대 소동
2016년 12월 말부터 2017년 3월 초까지 연 안녕! 괴발개발 빙어 대 소동이 있다. 물에 빠진 괴발개발들을 구하기, 빙어 잡기, 먹거리 체험 등 다양한 체험 프로그램이 있다. 2017년 1,2월에 애니맥스에서 광고하였다.

### 초 거대 인형 뽑기
사람이 들어가서 직접 인형을 뽑고, 다른 한 사람은 조종하는 체험이다. 현재 애니맥스에서 광고 중이다. VJ 특공대 라는 프로그램에서 나왔다.